# Mastacembelus cryptacanthus
Mastacembelus cryptacanthus är en fiskart som beskrevs av Günther, 1867. Mastacembelus cryptacanthus ingår i släktet Mastacembelus och familjen pilnäbbar (Mastacembelidae). IUCN kategoriserar arten globalt som livskraftig. Inga underarter finns listade i Catalogue of Life.
Under synonym namnet Mastacembelus loennbergii, namngiven av zoologen George Albert Boulenger 1898 efter svenska zoologen Einar Lönnberg, importerades möjligen ett antal av arten till Sverige 1950, i samband med den andra svenska Gambiaexpeditionen,  beskriven av en av expeditionsdeltagarna, zoologen Ragnar Olsson, i hans artikel ”En fisktransport från Afrika” i mars-numret av Tidskriften Akvariet, 1951. 